# 1863 год в литературе

## Книги
- «Житие одной бабы» — повесть Н. С. Лескова (опубликована в журнале «Библиотека для чтения»).
- «Зимние заметки о летних впечатлениях» — повесть Фёдора Достоевского.
- «Казаки» — повесть Л. Н. Толстого.
- «Капитан Фракасс» — роман Теофиля Готье (перевод на русский — 1895).
- «Наша старая родина» (Our Old Home) — очерки об Англии американского писателя Натаниела Готорна.
- «Песни Скорбного поэта» — сборник юмористических произведений Гавриила Жулёва.
- «Поликушка» — повесть Л. Н. Толстого.
- «Поклонники Сильвии» (Sylvia’s Lovers) — роман Элизабет Гаскелл.
- «Пять недель на воздушном шаре» — первый приключенческий роман Жюля Верна.
- «Руфь» (Ruth) — роман Элизабет Гаскелл.
- «Тяжёлые дни» — пьеса А. Н. Островского.
- «Что делать?» — роман Н. Г. Чернышевского (опубликован в журнале «Современник»).

## Родились
- 1 марта — Фёдор Кузьмич Сологуб, русский поэт, писатель, драматург, публицист (умер в 1927).
- 12 апреля — Рауль д’Авила Помпейя, бразильский писатель (умер в 1895).
- 27 апреля — Ксаверас Сакалаускас-Ванагелис, литовский поэт, писатель (умер в 1938).
- 29 апреля — Кавафис Константинос, греческий поэт (умер в 1933).
- 21 августа  – Жюль Дестре, бельгийский писатель (умер в 1936)
- 8 сентября — Уильям Уаймарк Джекобс, английский писатель (умер в 1943).
- 10 октября — Владимир Афанасьевич Обручев, русский геолог, палеонтолог, географ, писатель-фантаст (умер в 1956).

## Умерли
- 24 августа (5 сентября) — Иван Петрович Сахаров, русский этнограф и фольклорист, археолог и палеограф (родился в 1807).
- 17 сентября — Альфред Виктор де Виньи (Alfred Victor de Vigny), французский писатель (родился в 1797).
- 8 (20) сентября — Иван Тимофеевич Калашников, русский писатель (родился в 1797).
- 17 октября — Николай Герасимович Помяловский, русский писатель (родился в 1835).
- 24 декабря — Уильям Теккерей, английский писатель (родился в 1811).